# Municipio de Western (Kansas)
El municipio de Western (en inglés: Western Township) es un municipio ubicado en el condado de Logan en el estado estadounidense de Kansas. En el año 2010 tenía una población de 43 habitantes y una densidad poblacional de 0,15 personas por km².

## Geografía
El municipio de Western se encuentra ubicado en las coordenadas 38°52′32″N 101°23′56″O / 38.87556, -101.39889. Según la Oficina del Censo de los Estados Unidos, el municipio tiene una superficie total de 278.77 km², de la cual 278,66 km² corresponden a tierra firme y (0,04 %) 0,11 km² es agua.

## Demografía
Según el censo de 2010, había 43 personas residiendo en el municipio de Western. La densidad de población era de 0,15 hab./km². De los 43 habitantes, el municipio de Western estaba compuesto por el 100 % blancos. Del total de la población el 0 % eran hispanos o latinos de cualquier raza.